# Estrad (TV-program på ZTV)
Estrad var ett svenskt TV-program som sändes på ZTV åren 1992 – 1996. Programledarskapet skiftade. Några av programledarna var Henrik Schyffert, Peter Siepen, Gordon Cyrus och Cia Berg.
En av de mer karakteristiska rollfigurerna i programmet var Juan med träbenet som spådde i kort.